# Komplet (Republika)
Komplet – zestaw trzynastu płyt Republiki wydany w jednym boksie w 2003. Niektóre płyty zostały wzbogacone o utwory dodatkowe, oraz niepublikowane dotychczas. Album Republika został rozbity na dwie części – Koncerty w Trójce oraz Ostatnią płytę. Komplet zawiera także dwie premierowe, specjalnie przygotowane płyty – Demo zawierające niepublikowane nagrania znanych utworów z prób zespołu i Roskilde – rejestrację koncertu zespołu podczas Roskilde Festival z 29 czerwca 1984 roku.

## Zawartość zestawu
- Nowe sytuacje – 38:35
- 1984 – 39:57
- Nieustanne Tango – 38:26
- ’82–’85 – 46:03
- 1991 – 56:37
- Bez prądu – 55:37
- Siódma pieczęć – 48:46
- Republika marzeń – 59:54
- Masakra – 58:49
- Koncerty w Trójce – 69:25
- Ostatnia płyta – 14:33
- Demo – 55:19
- Roskilde – 57:47